# Шарошд
Шарошд (мађ. Sárosd) је град у Мађарској. Шарошд се налази у оквиру жупаније Фејер.

## Географски положај
Шарошд се налази у централном делу округа Фејер, отприлике на истој удаљености ваздушне линије од Секешфехервара и Дунаујвароша. Лако је доступно аутомобилом: из правца Секешфехервара, Шерегељеша и Дунафелдвара, иде се путем 6228, а из Адоња, Пустасаболча и Калоза иде се путем 6209. Возом се до насеља може доћи на железничкој линији Пустаболч-Печуј, која овде има једно стајалиште, железничку станицу Шарош.
Насеље Тикрешпуста се налази 3 километра од центра Шароша, у правцу североистока. Према подацима из 2011. године, број становника је био 54 особе, а број станова 19.

## Историја
Име Шарош(д) се у сведочанствима први пут појављује 1272. године.
Године 1342, Балинтне Шарошди, Леонардовој удовици, и сину Иштвану, грађанину Фехервара, браћа су дала свој део наследства.
Године 1346, Матејев син Петеу, грађанину Фехервара, продао је 3 дела свог имања око Шерегељеша Палу Угалију. Заједно са продатим делом имања издато је и фехерварско крсташко уверење од стране краља Ладислава IV. Према поменутом уверењу, једно од три имања припадало је краљевским коњаницима Шароша.
Од краја 14. века у насељу је постојало кунски салаш за смештај.

### Градоначелници
- 1990–1994: Тивадар Киш (независтан)[4]
- 1994–1998: Тивадар Киш (независтан)[5]
- 1998–2002: Тивадар Киш (независтан)[6]
- 2002–2004: Тивадар Киш (независтан)[7]
- 2004–2006: Клара Ковач Лехотаин (независтан)[8]
- 2006–2010: Клара Ковач Лехотаин (независтан)[9]
- 2010–2013: Клара Ковач Лехотаин (независтан)[10]
- 2013–2014: Гергељ Дункл (независтан)[11]
- 2014–2019: Гергељ Дункл (независтан)[12]
- 2019-данас: Гергељ Дункл (независтан)[13]

## Демографија
Током пописа из 2011. године, 88% становника се изјаснило као Мађари, 7,8% као Роми, 0,5% као Немци и 0,3% као Румуни (11,7% се није изјаснило, због двојног идентитета, укупан број може бити већи од 100%- ат). 
Верска дистрибуција је била следећа: римокатолици 49,9%, реформатори 5,1%, лутерани 0,6%, гркокатолици 0,2%, неденоминациони 16,9% (26,8% се није изјаснило).